# 宋力刚
宋力刚（1967年9月18日—），出生于天津市武清县，中国前篮球运动员，教练员，1990年北京亚运会和1992年巴塞罗那奥运会中国代表团的旗手。

## 经历
宋力刚的父母均为山西省体工队运动员。1978年4月，宋力刚在桃园路小学被太原市少体校跳高教练郝兴云发现，开始跳高训练。1979年，八一篮球队在太原选拔运动员，宋力刚进入八一队开始篮球训练。
1988年汉城奥运会是宋力刚参加的首次国际比赛，宋力刚在技术统计中名列篮板球第3名。在1992年夏季奥林匹克运动会上，宋力刚担任中国代表团开幕式旗手，后在参加第四场比赛时被安哥拉队一名球员拉倒在地，右肩脱臼，因此缺席后三场比赛。
宋力刚退役后曾在海口市文体局任调研员，2021年亦曾在海南省业余篮球公开赛中代表陵水队参赛，2022年3月当选为海口市篮球协会主席。